# Tuřany, Kladno
Tuřany là một làng thuộc huyện Kladno, vùng Středočeský, Cộng hòa Séc.